# Ludowa Straż Bezpieczeństwa
Ludowa Straż Bezpieczeństwa (LSB) – formacja partyzancka ruchu ludowego wyłoniona z oddziałów Batalionów Chłopskich w celu zabezpieczenia działalności ruchu ludowego i walki z okupantem. Komendantem głównym LSB z ramienia CKRL był Stanisław Koter „Poręba”.
Rozmowy scaleniowe prowadzone pomiędzy kierownictwem „Rocha” i Komendą Główną Armii Krajowej, rozpoczęte w październiku 1942, zakończono umową podpisaną 30 maja 1943. Zgodnie z nią do Armii Krajowej miały zostać włączone wszystkie oddziały taktyczne Batalionów Chłopskich, liczące około 115 tysięcy żołnierzy.
Jednak wobec zatargów, głównie na tle obsady stanowisk dowódczych, do AK włączono tylko około 51 tysięcy żołnierzy Batalionów Chłopskich. Z oddziałów terenowych nie podlegających włączeniu do AK utworzono Ludową Straż Bezpieczeństwa, działającą faktycznie w ramach struktur Batalionów Chłopskich, oraz Państwowy Korpus Bezpieczeństwa i Straż Samorządową, podlegające Delegaturze Rządu na Kraj.
W skład LSB weszły głównie Oddziały Specjalne (utworzone w 1942 z oddziałów terytorialnych, liczące od kilkunastu do kilkudziesięciu ludzi, przeznaczone do prowadzenia walki bieżącej, działało około 300 Oddziałów Specjalnych BCh) i część oddziałów partyzanckich BCh.
Utworzenie LSB niepodlegającej scaleniu z AK spotkało się z protestem Komendy Głównej Armii Krajowej.